# Africaine (Q196)
Pour les articles homonymes, voir Afrique.

L'Africaine (Q196) était un sous-marin français de classe Aurore.